# John Leech (rysownik)
John Leech (ur. 29 sierpnia 1817 w Londynie, zm. 29 października 1864) – rysownik angielski, karykaturzysta, ilustrator.
Po ojcu miał pochodzenie irlandzkie, po matce był spokrewniony z teologiem Richardem Bentleyem (zm. 1742). W czasie nauki w Charterhouse School w Godalming (hrabstwo Surrey) zaprzyjaźnił się z Williamem Makepeace Thackerayem, późniejszym znanym pisarzem. Kształcił się następnie w zawodzie lekarza w szpitalu St Bartholomew's Hospital w Londynie, gdzie zdobył uznanie jako twórca rysunków anatomicznych.
Pierwsze prace opublikował w wieku 18 lat. Był twórcą karykatur obyczajowych z życia londyńczyków, karykatur politycznych, ilustracji książkowych. Ilustrował m.in. pierwsze wydanie Opowieści wigilijnej Karola Dickensa (1843); kilka lat wcześniej bezskutecznie starał się o ilustrowanie Klubu Pickwicka (w wydaniu na łamach prasy). Był również twórcą ilustracji m.in. do Comic History of England (1847–1848) i Comic History of Rome (1852), podręczników sportowych, almanachów. Współpracował z tygodnikiem satyrycznym "Punch".

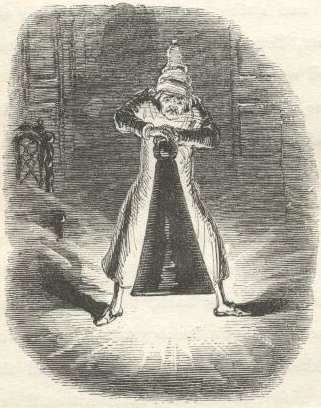
Ilustracja z Opowieści wigilijnej
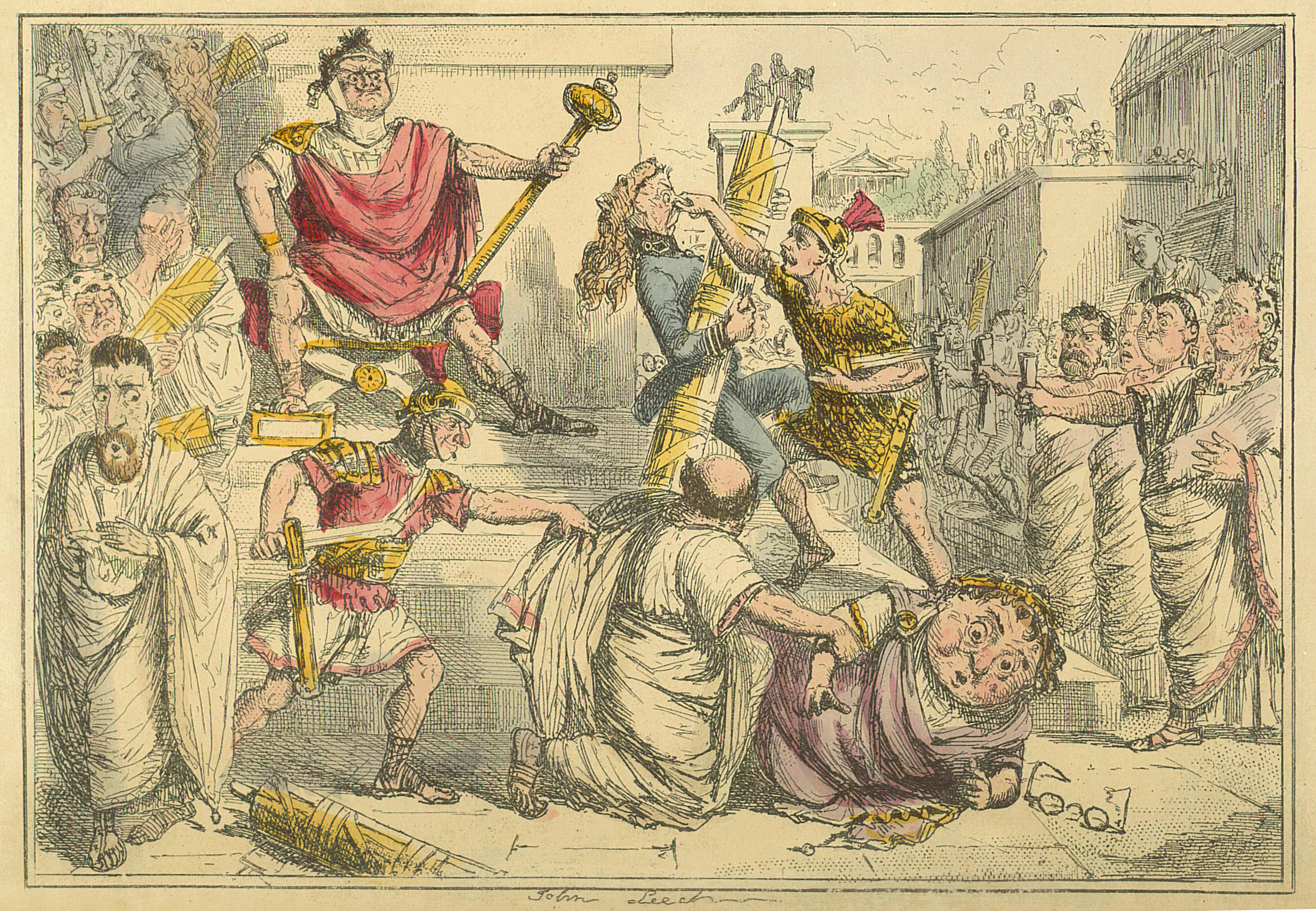
Ilustracja z Comic History of Rome, ok. 1850
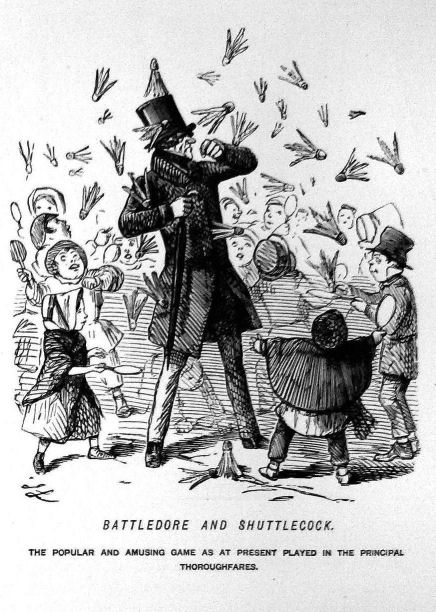
Ilustracja opublikowana w "Punchu" w 1854, przedstawiająca grę w badmintona